# (14262) Kratzer
(14262) Kratzer (2000 AC125) – planetoida z pasa głównego asteroid okrążająca Słońce w ciągu 3,62 lat w średniej odległości 2,36 j.a. Odkryta 5 stycznia 2000 roku.